# John Cuckney, Baron Cuckney
John Graham Cuckney, Baron Cuckney (* 12. Juli 1925 in Indien; † 30. Oktober 2008) war ein britischer Politiker der Conservative Party, Industrieller und Staatsbeamter.

## Leben und Karriere
Cuckney, Sohn des Generalmajors Ernest John Cuckney und dessen Frau Lilian Williams, besuchte die Shrewsbury School und begann anschließend ein Medizinstudium an der University of St Andrews. Nach seinem Dienst im Zweiten Weltkrieg bei den Royal Northumberland Fusiliers und den King’s African Rifles zurückgekehrt, begann er ein Geschichts- und Ökonomiestudium.
Er wurde vom MI5 rekrutiert und war dort bis 1959 tätig. Cuckneys Zeit dort ist Thema in Peter Wrights Buch Spycatcher, wo Wright ihn als „rauen, sachlichen Offizier“ beschrieb. 
Nachdem Cuckney den MI5 verlassen hatte, arbeitete er bei der Börsenmaklerfirma Standard Industrial Group, bevor er bei der Handelsbank Lazards anfing, wo er seit über 100 Jahren der erste Direktor war, der zurücktrat. Er baute dann mit Sir David Alliance die Anglo Eastern Bank auf, die sich auf die Finanzierung von Handelsgeschäften zwischen Großbritannien und dem Mittleren Osten spezialisierte.
Cuckney wurde 1970 Vorsitzender des Mersey Docks and Harbour Board, welches er restrukturierte und dessen Zahlungsfähigkeit er wiederherstellte, nachdem vorher die Möglichkeit einer Insolvenz bestanden hatte. 1972 verließ er Mersey Docks and Harbour Board, um Leitender Generaldirektor der Property Services Agency zu werden, wo er die Immobilien der Regierung verwaltete.
1974 wechselte er zu den Crown Agents, die nach der zweiten Bankenkrise von 1973 bis 1975 in finanzielle Schwierigkeiten geraten waren. 
Er begann dort als Vorsitzender und gliederte den Verkauf von Waffen aus dem britischen Verteidigungsministerium aus in eine eigene Firma, die  International Military Services, welche als Staatsunternehmen unter dem Dach des Verteidigungsministeriums geführt wurde. Er hatte den Vorsitz der International Military Services bis 1985 inne.
Er verließ die Crown Agents 1978 und wechselte kurzzeitig zur Londoner Hafenbehörde Port of London Authority, bevor er im Juli 1978 zum Knight Bachelor geschlagen wurde.  
Cuckney wurde 1992 Berater des Staatsministers für die Sozialversicherung Peter Lilley. In dieser Eigenschaft gelang es ihm, nach dem Tode des Pressezars Robert Maxwell, der rechtswidrig große Summen aus den Pensionsfonds seiner Unternehmen zur Rettung seiner Unternehmensgruppe abgezogen hatte, einen Vergleich zwischen den Fonds und den durch die abgezogenen Beträgen begünstigten Unternehmen zu vermitteln. Am 25. Juli 1995 wurde er zum Life Peer als Baron Cuckney, of Millbank in the City of Westminster, ernannt.

## Familie
Cuckney war in erster Ehe mit Elizabeth Baleman verheiratet, in zweiter Ehe von 1960 bis zu ihrem Tod im Jahr 2004 mit Muriel Scott Boyd und in dritter Ehe ab 2007 mit Jane Newell.